# Asociación Scouts de Colombia
La Asociación Scouts de Colombia que se llamó anteriormente Exploradores Colombianos y Scouts de Colombia es la principal organización scout de Colombia. Fue fundada en Bogotá el 22 de junio de 1913, y reconocida por la Oficina Internacional de los Scouts, hoy Organización Mundial del Movimiento Scout (OMMS), en marzo de 1933. Tiene personería jurídica reconocida por la Resolución N.º 37, del 14 de agosto de 1933, del Ministerio de Justicia; ha sido reconocida y autorizada para crear y dirigir grupos Scouts por el Decreto 1948 de 1934; está protegida en sus actividades, uniformes, insignias y distintivos por el Decreto 1786 de 1954; es ajena a toda actividad de carácter partidista, acata las leyes de la República y promueve obras de desarrollo humano y de servicio a la comunidad. El Certificado de Existencia y Representación Legal es expendido por la dirección de Regulación y Control de la Secretaria Distrital de Cultura, Recreación y Deporte de Bogotá.
Sus principios y actividades de la misma, se fundamentan en la Promesa y la Ley Scouts, aceptadas libremente por todos sus miembros, cuyos textos están basados en los redactados originalmente por el fundador del Movimiento Scout, Lord Robert Baden-Powell of Gilwell.

## Misión y Visión
Misión
La Misión del Movimiento Scout es contribuir a la educación de los jóvenes, a través de un sistema de valores basados en la Promesa y la Ley Scout, para ayudar a construir un mundo mejor donde las personas son autosuficientes como individuos y juegan un papel constructivo en la sociedad.
Esto se logra:
1. Involucrándolos a lo largo de sus años de formación en un proceso educativo no-formal.

2. Usando un método específico que hace a cada individuo el principal agente en su desarrollo como una persona que confía en sí misma, capaz de dar apoyo, responsable y comprometida.

3. Ayudándolos a establecer un sistema de valores basados en los principios espirituales, sociales y personales como están expresados en la Promesa y Ley Scout.
35a. Conferencia Scout Mundial, Durban, julio de 1999
Visión Asociación Scouts de Colombia
En el año 2025, la Asociación Scouts de Colombia será una Organización representativa del país influyendo en la toma de decisiones con la participación de 50.000 jóvenes formados como ciudadanos activos, con el apoyo de un grupo de adultos idóneos, comprometidos con la construcción de Nación dispuestos y preparados para llevar a cabo su función educativa.

## Objeto de la asociación
El Movimiento Scout es un movimiento de formación integral y permanente que hace parte de la Organización Mundial del Movimiento Scout, destinado a los niños, niñas y jóvenes, abierto a todos sin distinción de origen, nacionalidad, etnia, credo o condición social, de acuerdo con la propuesta, principios y método concebidos por Lord Robert Badén-Powell en 1907. El objeto de la Asociación es diseñar programas, planes y proyectos para contribuir a la formación integral y permanente de niños, niñas y jóvenes, fomentar su desarrollo físico, mental y espiritual e inculcarles virtudes sociales para hacer de ellos buenos ciudadanos, útiles a sí mismos, que presten a su comunidad los servicios que ésta requiere y que cumplan sus deberes para con Dios, la Patria, su Hogar y sus semejantes. Adicionalmente, la Asociación promueve el respeto a la naturaleza, la preservación del ambiente y la participación activa en la comunidad, formula planes y proyectos en su beneficio, especialmente en todos sus ámbitos de formación y presta su concurso para respaldar la acción de las autoridades de la República del orden nacional o local en la atención de emergencias por desastres de cualquier índole y para el restablecimiento posterior del tejido social en las zonas afectadas; así mismo, presta sus servicios en el manejo, suministro y administración de personal para instituciones de asistencia y ayuda a discapacitados, desplazados, víctimas del conflicto armado y en general, a personas que se encuentren en estados de vulnerabilidad. El Objeto se ajusta de acuerdo con la Misión del Movimiento Scout Mundial. (tomado del Estatuto Nacional de la Asociación Scouts de Colombia, Título I, Art 2.)

## Historia
Según Clemencia Murcia, Periodista del “El Tiempo” el Escultismo en Colombia tiene su origen en un Grupo de Intelectuales quienes agrupados en la Revista “Cultura” se interesan por el recién fundado movimiento para jóvenes y niños en Inglaterra llamado “BOY SCOUTS”. 1 Agrupados en la casa de José María Samper Brush buscan material para su revista: en 1911 Don Chepe, como se le llamaba, viaja con Miguel Jiménez a Inglaterra a conocer de cerca el movimiento y van a la Costa Sur en Netley a conversar con el Capitán Camphell, Jefe de las Patrullas Scouts de Portsmouth y Sounthampton. Luego Don Chepe aprovecha para hablar con el fundador del movimiento el general Robert Baden-Powell e informarse más acerca del movimiento y permanece casi un año en Inglaterra con ese propósito. A su regreso a Colombia Don Chepe trajo 60 equipos y uniformes con la intención de fundar acá el movimiento.
1912 y 1913: Don Chepe se reúne a finales de mayo de 1913 con Don Luis Cano Villegas (periodista, fundador de “El Espectador”) y con el Coronel Montero (Jefe de la Misión Chilena) y Director de la Escuela Militar, quienes conocían el Movimiento, por haberlo visto funcionando en Chile. Por su parte Miguel Jiménez (compañero de viaje de Don Chepe) escribe una serie de artículos sobre el Movimiento a su regreso al País, en “El País” 2 En cuanto a la fecha de fundación del Movimiento Scout en el país, habría que diferenciarla con la fecha de fundación de la Asociación de Scouts de Colombia : 15 de junio de l913 "Por iniciativa de don Luis Cano queda fundada en Colombia la Asociación de Boy Scouts, con sesenta y cinco niños fundadores, que se inician en el escultismo en emocionante ceremonia. El mayor Alejandro Uribe, recién llegado de Chile, se hace cargo de la comandancia de los Boy Scout colombianos. Chepe Samper es el primer scout que viste en Colombia el uniforme de la institución" (Credencial Historia N° 184 -Colombia y el mundo-); de la Asociación Colombiana de Escultismo : l5 de Julio de l990; del Movimiento Scout Católico Arquidiocesano de Bogotá, el 4 de septiembre de l99l, el día de su personería jurídica; los Exploradores Care, l984 ?; Asociación Colombiana de Guías de l938.
1913: En la reunión de mayo en la casa de Don Chepe, los intelectuales reunidos nombraron una Junta de Caballeros o Consejo Directivo así:
1. Don José María Samper Brush: Presidente
2. Don Tomás Rueda Vargas: Secretario
3. Don Rafael Balcázar: Tesorero
4. Mayor Carlos Sáenz: Vocal
5. Dr. José María Montoya: Vocal
6. Don Cenón Escobar Padilla: Vocal
7. Dr. Miguel Jiménez López: Vocal
8. General Eduardo Briceño: Vocal

Y lo que hoy en día lo llamaríamos Jefatura quedó constituido así:
Teniente M.A. Pardo: Jefe de Patrulla
Subteniente Daniel Samper Ortega: Jefe de Tropa
Como primer Presidente Honorario se nombra al entonces Presidente de la República de Colombia, Doctor Carlos E. Restrepo.La primera excursión se hizo al “Charquito” el 29 de junio (me imagino que era un célebre bañadero cerca a Bogotá, lo que es hoy la represa del Muña). Luego otra excursión a Usaquén a la “Hacienda Santa Ana” de Don Tomás Rueda Vargas.
1918: Llega a Colombia la traducción de “Scouting for Boys” de Baden Powell, impresa en Chile y enviada por el general Rafael Uribe Uribe a sus hijos en Medellín.
En ese mismo año se funda en Antioquia el Movimiento de los Boy Scouts y nombrando como Brigadier Mayor y luego Jefe al Doctor Jorge Cock Quevedo quien comienza a promover bajo el auspicio de la Sociedad de Mejoras Públicas y del Señor Jorge Castro D. de Medellín los grupos del gimnasio “Medellín” y del Liceo de la Universidad de Antioquia. 4 Al grupo del Liceo Antioqueño se le quemaron sus archivos en 1976 en su Sede de Robledo.
1922 Nace la Tropa Scout del Colegio Ricaurte en Bogotá, de la cual según entiendo formaría parte el hoy celebrísimo Doctor Germán Arciniégas, fue constituida por iniciativa de Monseñor Luis Gómez de Brigard, los Generales Luis Acevedo, Adelmo Ruíz y el Doctor Luis Daniel Convers.
1923: Ya hay un grupo de “Excursionistas” en el Colegio Mayor de San Bartolomé de los Padres Jesuítas en Bogotá: usan uniforme Scout de “drill”: camisa y pantalón corto, sombrero “cuatro pedradas” y flor de Lis. Cinco patrullas: Águilas, Lobos, Dantos, Zorros y Venados.6Excursión a la Esperanza, Girardot, Espinal, Ibagué, Cajamarca, Calarcá, Armenia, Filadia, Circasia, Pereira, Cartago, Santa Rosa, Manizales, Fresno, Mariquita y regresan a Bogotá. Este mismo grupo va a Boyacá y Santander en 1926 y en 1925 a Tolima, Quindio y Cauca.
1927: El 22 de junio se fundó el Centro de Excursionistas del Caquetá por Daniel Isaza. Por esta época se organizan también grupos de excursionistas, en la Escuela de Comercio, en el Liceo de la Salle, en el Gimnasio Moderno... Centro de Excursionistas de Colombia, fundado por Don Luis Ernesto Ferro y Centro de Excursionistas de los Andes fundado por Don Manuel Vicente Rincón.
1928: Los hermanos Isaza Isaza: Daniel, Alfonso y Arturo y junto a sus primos: Ricardo, Eduardo y Apolinar Isaza Gómez, y sus condiscípulos: Carlos y Jaime Vidal Escobar, Arturo Álvarez Molina, Evaristo Gutiérrez, Luis Carlos Turriago, G. Ramírez, Jorge “el Mico” Robayo, Guillermo Mendoza Torres, Jorge Perry Villate, Manuel Guillermo Romero organizan el grupo “Exploradores Caquetá”. En este mismo año los Scouts Bartolinos van a Antioquia dirigidos por el P. David, S.J.
1929: Se organiza en Bogotá un Congreso Nacional de Excursionistas: formaron una Federación que duró pocos meses.
1931: El 22 de junio 10 se constituyen oficialmente los Boy Scouts de Colombia: Daniel Isaza en carta al J.S.N. Coronel Moreno Soler: “en 1931 dimos los pasos para la fundación (consolidación) de los Exploradores de Colombia, tuvimos en cuenta las experiencias del folleto por él impreso de Don José María Samper y tomamos muchas ideas y propuestas que varias de las personas que habían tomado parte en aquel primer esfuerzo nos orientaron con su dirección y su consejo. Hay pues, un evidente vínculo entre la primitiva organización iniciada por Don José María Samper y los Boy Scouts Colombianos actuales”. 11 La iniciativa principal de Daniel Isaza Isaza, Carlos Vidal Escobar y Manuel Guillermo Romero, como Grupo de Exploradores.
l932: Parece que en esa época funciona en Santa Rosa de Cabal, una Manada y una otra Tropa, de la cual hace parte el Hno. Roger Gonzáles ( Hno. Marista ).
1933: la Oficina Internacional de los “Boys Scouts” reconoce oficialmente a los “Exploradores de Colombia” por la Resolución No.037 del 14 de agosto de 1933 y por el Decreto 1048 de 1934 el Gobierno Nacional reconoce oficialmente los “Boys Scouts de Colombia” y les concede Personería Jurídica.
1934: En noviembre Monseñor Ismael Perdomo impartió su bendición y aprobación como Arzobispo de Bogotá y Primado de Colombia al Movimiento de Boy Scouts de Colombia.
1935: se reconoce al Doctor Daniel Isaza Isaza como Jefe Scout Nacional y al Doctor Jorge Cock Quevedo como reorganizador de los Scouts de Antioquia. El Señor Alfonso Casas Morales es investido como Tercera Clase en el Grupo Bartolino por el Jefe de Tropa Francisco Manrique Santamaría. El grupo de excursionistas del Gimnasio Moderno se convierte en Tropa Scout gracias a los auspicios de Don Agustín Nieto Caballero. En diciembre se tiene en la Ceja (Antioquia) el primer campamento Scout Nacional con la asistencia de 108 Scouts; en la finca del Doctor Roberto Uribe Vélez, asisten además del Jefe Regional el Doctor Jorge Cock, el Señor Rafael Bernal Jiménez y el presidente de los Exploradores Colombianos de Bogotá, esto llevó a la unión de los “Boys Scouts de Antioquia” y el “Movimiento de los Exploradores Colombianos”. Se funda el Escultismo Católico en Colombia por el impulso de Monseñor Juan Manuel Gonzáles Arbeláez: Arzobispo Coadjutor de Bogotá, en el Colegio Mayor de San Bartolomé.
1936: Se funda la Asociación de Guías Scouts de Colombia, RAMA FEMENINA en Colombia, hasta hoy, gracias a la colaboración de Gertudis Hill y Doña Alicia Londoño de Cock, en Medellín y tiene una excursión por Santa Marta, Barranquilla y Cartagena. El 4 de octubre el Doctor Jorge Cock funda la tropa IV del Colegio de San Ignacio de Medellín,
grupo que ha continuado ininterrumpidamente hasta hoy.
1937: Wenceslao Cabrera, Jefe de Scout Católico Nacional (“CHELAO”). Desde San Bartolomé Mayor se impulsa el Escultismo y el 26 de septiembre asistieron representantes de 7 Tropas de Exploradores entre ellos: Ernesto Otero de la Tropa X y del Liceo de la Salle, Afonso Casas Morales, Jefe de Tropa Bartolino. José Ignacio Talero SJT; el Señor Enrrique Gómez Hurtado, Scout de 3a. Clase y el P. Augusto Gutiérrez, S.J., Capellán de la Tropa Bartolina. En el mes de noviembre se funda la Tropa Berchmans del Colegio San Juan Berchmans de Cali por el Padre José María Arteaga, S.I. 16 ‐17 1938: Fundación del Grupo 16 San Luis Gonzaga de Cali, los Scouts Bartolinos ya saben Entonar el “Himno de la Falange”, usan pañoleta blanca y azul y chacó18 De paso para en Ecuador el Doctor Jorge Cock se reúne en Pasto con los P.P. Carlos Bravo, S.J., y Samuel Botero, S.J. y Augusto
Gutiérrez, S.J. y fundan el Grupo de Boys Scouts No.1 Javeriano de Pasto, según consta en el archivo del Colegio y testimonio del mismo Doctor Cock. Algunas la llaman Tropa Scout Católica de Pasto.19 Fundación de la Asociación Colombiana de Guías Scouts por Personería Jurídica n.º 165.
1939: Se funda el Grupo Scout o mejor dicho la Tropa Cervantina del Liceo Cervantes de Bogotá con participación del Doctor Jorge Cock. El Comando local de Bogotá organiza el concurso local de tropas que es ganado por la Tropa Bartolina quienes en ese año contabilizan 17 excursiones con 22 noches de campamento y 243 km a pie; concursos de hogueras, nudos, cocina, semáforos y morse. El total de Scouts en el mundo para ese año es de 3´305149.20 Los Scouts de la Tropa I Berchmans van al Nevado del Ruíz y Medellín.
1940: Monseñor Luis Gómez de Brigard es hecho Presidente del Consejo Scout Nacional. Los Scouts Bartolinos tienen prácticas de topografía y “Rutismo” y de salvamento. Los Scouts de la Tropa Berchmans van de excursión a Panamá.Nace el Roverismo en el Grupo Scout de San Bartolomé Mayor, pero muere ese mismo año dado que los P.P. Jesuítas tienen que entregar el Colegio al Gobierno. Desfile atlético en “El Campín” en Bogotá, participan 800 Scouts de la Ciudad.22‐23 El joven Jorge Muñoz hace su promesa Scout el 19 de mayo, “El Canario”.
1941: Ya se habla del Comité Ejecutivo Nacional:Presidente: Monseñor Luis Gómez de Brigard.Vice‐ Presidente: Luis Daniel Convers.Secretario: Julio Villamizar Los Scout del Berchmans van a Nariño y al Ecuador. Nace el Grupo n.º l La Salle de Pereira. Tropa 40 de La Quinta Mutis ( Del Colegio Mayor del Rosario ), con asesoría de Chelao Cabrera, P. Luis Carlos Orduz, en la cual participan Emilio Urrea Delgado, Enrique Peñalosa C. y Monseñor Fernando Piñeros. Parece que hay una Tropa en el Colegio de Cristo en Manizales,
dirigida por el hermano Joaquín Cayetano.
1942: Los Scouts del Berchmans son dirigidos por el P. Alfonso Quintana, S.J. y hacen la novena Scout con niños pobres de la Ciudad. Se funda la Tropa I Claveriana en Bucaramanga.
1943: A los jóvenes Alfonso Borrero Cabal 12, Marino Recio, Jaime Gutiérrez, Eduard Murle y Jaime Isaza se le considera como Rovers Scout en Ceremonia del 15 de enero en el “Grupo Scout Berchmans”. De la Tropa I de Cali, se le dio este “Título” al salir del Colegio.
1944: El 25 de noviembre muere en Cali el Jefe de Tropa del Colegio San Juan Berchmans, Marino Hincapié Botero .Durante su entierrro recibe honores y luce su uniforme Scout; Se destacó La Banda de Guerra del colegio, quienes con gran propiedad interpretaron un amplio repertorio de Música Marcial.
1944: Se fundó en la ciudad de Manizales (Caldas – Colombia), en el Colegio Mayor de Nuestra Señora de la Arquidiócesis de Manizales el Grupo Scout IV Pirsas - Colseñora siendo el cuarto en fundarse en la Región de Caldas, motivados por los colegios y comunidades católicas. La tarea de la fundación fue encomendada a Monseñor Baltasar Álvarez Restrepo, el Padre Alberto Jaramillo y Don José María Gallego. Desde el primer momento el Grupo contó con una estructura completa, contando con Manada, Tropa y Clan.
1945: Mueren varios Scouts en la Laguna de Fúquene; El Señor Rodrigo Llorente Martínez, es Jefe de Tropa y el Señor Harold Berón, Subjefe de la Tropa Scout del Colegio San Juan Berchmans Grupo 1 de Cali.
1946: Primer Campamento Scout Nacional, en Medellín en la finca “Miraflores”, participan en él 18 Scouts del Gimansio Campestre; en este mismo año se fundan “los Scouts Marinos” en el Valle, con la participación de Chucho Revolledo (Presidente del Consejo Local de Tuluá) y el Vice‐ Almirante Enrrique Ortiga. En este mismo año de 1946 el Doctor Alfonso Casas Morales funda las Tropas Scout del Gimnasio Campestre en Bogotá. Primer Campamento Scout de Jesuítas en Medellín. ( P. Camilo ). Del 27 de mayo al 2 de junio se celebra la PRIMERA CONFERENCIA INTERAMERICANA DE BOYS SCOUTS en la Sala de Conferencias de la Biblioteca Nacional de Colombia con sede en Bogotá y ahí se funda el Consejo Interamericano de Escultismo. Presidió la reunión el general Delfín Torres Durán: asiste también el Doctor Cock Quevedo como uno de los delegados por Colombia 29‐30, P.
Biminglon y el Ing. Mexicano Galindo. 31 1947: Fundación del Grupo VI de Medellín, el 16 de julio. Grupo Rover (Clan) del Gimnasio Campestre, ida a “Patasía” (Pacho‐Cundinamarca). Tropa # l San Benito ( Seminario Menor‐Bogotá) Fundada por "PAFER" ( Padre Fernández ), tenían rastreo, velación de armas antes de la consagración, etc. De ese grupo salen el P.Carlos Salas, P. Darío Quiñones, P. Tovar, etc.
1948: Primer Clan Rover de Antioquia: Por iniciativa de Darío Pérez Upegui 32 se funda como “Tropa de Mayores” pues Darío al terminar su bachillerato quería seguir siendo Scout y como el Colegio San Ignacio no tenía Clan, decide reunirse con sus amigos el 15 de junio en el Parque Bolívar: Guillermo Duque, Francisco de Paula Jaramillo, Manuel Pérez y Humberto Londoño Villegas y fundaron el Clan 6 con colores de la pañoleta caqui y rojo y les tomó la promesa Jorge Cock. Darío el primero R‐S y al primero que se hizo su partida Rover. Luego al Clan 6 se le añadió la Tropa 6, que más tarde se llamaría Cóndores (en Medellín).
1949: Primera Asamblea Scout Nacional, de realizar el II Campamento Scout Nacional en Bucaramanga, P. Andrade, S.J. y P. Velásquez capellanes del Grupo Scout del Gimnasio Campestre, Sede Nacional de los Scouts en Medellín y se nombra a Jorge Cock, Jefe Scout Nacional. Los scouts del Colegio de Cristo de Manizales, junto con los del San Luis de Cali ( Ambos Maristas ) suben al Nevado del Ruiz. Primer Campamento Regional del Viejo Caldas en Pereira los días l2 y l3 de octubre: 9 Tropas y l04 Scouts.
1950:: Excursión a la Isla Gorgona, de la Tropa Berchmans, Tropa de Scouts en Pamplona (Norte de Santander) aprobada por el J.S.N. Medellín Sede Scout Nacional.
1951: Funcionan las Tropas Berchmans, Claveriana, Ignaciana, Javeriana de Pasto y otras.
1952: Doctor Jorge Cock Quevedo, Jefe Scout Nacional. Se reanuda a la Tropa Scout Bartolina n.º 15.
1953: se traslada la Sede Scout Nacional a Manizales y el Coronel (R) Jorge Moreno Soler, es Jefe Scout Nacional; Sede en la Licorera de Caldas se le concede la Ardilla de Plata al Doctor Jorge Cock Quevedo34 y se le nombra Jefe Scout Nacional Honorario.
1953: el general Gustavo Rojas Pinilla, Presidente de la República, condecoró al Grupo Scout IV Pirsas del Colegio Mayor de Nuestra Señora de la Arquidiócesis de Manizales (Caldas - Colombia) como el mejor grupo juvenil del país y lo puso como ejemplo y modelo por su compromiso con la niñez y la educación de los niños y jóvenes de la Región.
1954: 500 Scouts inscritos en Colombia. III Campamento Scout Nacional en Paipa, Primera insignia de madera colombiana: Pedro Vásquez Restrepo, La Habana 1954, dada la situación del País y los valiosos aportes del Escultismo a la formación de ciudadanos el general Gustavo Rojas Pinilla por ese entonces Presidente de la República por el Decreto 1786, protege las actividades, uniformes, insignias y distintivos de los Boys Scouts de Colombia y les pide a todas las autoridades les presten su servicio y colaboración, inclusive permite usar prendas y elementos militares...III Campamento Scout Nacional en Paipa con participación de aproximadamente 1000 Scouts. Los Scouts Bartolinos de los dos colegios van a San Andrés y Providencia en excursión36‐37 Primer proyecto de P.O.R. en la Oficina Nacional en Manizales basados en los P.O.R. de México y Cuba elaborado por José Enrique Restrepo, aprobado.Se favorece al escultismo por Decreto 1681 de Rojas Pinilla de 1954 En ese mismo año se aprueba también la Orden de San Jorge para Colombia.
1955: Colombia participa en el VIII Jamboree Mundial en “Niagara on the lake” en Ontario (Canadá), el director de la delegación P. José María Arteaga, S.J. El P. Fabio Sánchez es capellán Nacional, el presidente es el coronel Manuel Agudelo, el secretario general es Samuel Jaramillo Giraldo. IV Campamento Scout Nacional en la Hacienda “El Paraíso” (“la María” de Jorge Isaac) cerca a Palmira (Valle). Se le encarga a Samuel Jaramillo de preparar el P.O.R. Colombiano. Octavio Arismendi Posada, Grupo Scout Liceo Antioqueño.
“El Movimiento ha entrado en una nube de silencio. El problema de la división, suscitado en Bogotá y robustecido por el deseo de los muchachos de usar pantalones largos, ha creado una pausa en las labores que pueden perjudicarnos definitivamente” - Dr. Samuel Jaramillo Giraldo, secretario nacional. El 10 de febrero de 1955
Jorge Moreno Soler (teniente coronel) J.S.N.; los arzobispos católicos figuran como socios honorarios de los Boys Scout de Colombia. Comisionado nacional Rover: Gilberto Hincapié Botero, Rovers en el Gimnasio Campestre. Tropa en la Central de Juventudes (Grupo 8) P. Luis María Fernández, S.J. San Andrés Islas: P. Vinalesa pide autorización al J.S.N. para fundar el Grupo Scout “Exploradores de Colombia” en San Andrés Islas. Al final del año ya tiene 16 lobatos y 25 scouts.
l956:Tropa Scout en Cúcuta, Álvaro Moreno, J.S.R., Capellán Nacional P. Fabio Sánchez. Los Scouts de la Tropa 15 van a Villavicencio a excursión. Los Scout del Berchmans colaboran en la tragedia que hubo con motivo de una gran explosión en la Brigada de Cali, por ese entonces usan pañoleta con nudo de ahorcado, pantalón corto de paño café oscuro y camisa de drill caqui. 39 - 40 Campamento vacacional de Tropas en Barrancabermeja (1‐10 de junio), participan Tropas de Antioquia, Norte de Santander y antiguo Caldas. Piden aprobación de Tropa de Exploradores al J.S.N. en Quibdó, cuatro patrullas y 32 aspirantes.
1957: Daniel Isaza Isaza, Director de Antiguos Scouts. Ricardo Vickman, Comisionado Internacional.
1958: Fundación del Grupo 20 de Medellín. Nace el Grupo # l8 del Instituto Tihamer Toth, P. Efraín Rozo y Guillermo León Capellanes. (Bogotá).
1959: Segundo preliminar de Insignia de Madera. Primer Curso Nacional de Guías de Patrulla (marzo 21 al 23) en los “salados” finca de Gustavo Restrepo (El Retiro) Antioquia. Director Humberto Londoño Villegas. Según Daniel Isaza I, en este año los Exploradores Colombianos (Boy Scouts de Colombia) tomaron su nombre actual: SCOUTS DE COLOMBIA.
1960: Campamento Scout Regional de Cundinamarca: cambio de uniforme en la manada de la Tropa I del Berchmans: camisa y pantalón corto azul de drill.Primer Curso de Insignia de Madera en “El Salado” cerca a Medellín, dirigido por Eugenio Pfister de Venezuela.42 Antonio Velásquez C.N.R. 1922 Scout inscritos de los cuales 250 Lobatos, 1200 Scouts, 90 Rovers, 420 Dirigentes.
1961: V Campamento Nacional (julio 23 al 28 de 1961) Hugo Ayala (Jefe de Campo) aproximadamente 1500 participantes de 7 regiones. Gru´po Scout Marino en el Líbano (Tolima), Esteban Abenoza, S.J. algunos participantes: Harold Segura, Jorge Hernán Duque, Álvaro Cardona, Alberto Piedrahíta, Roberto Roldán, P. Sergio Mejía, S.J., Laureano Benavides (Nariño), P. Efraín Rozo (Bogotá) y Oscar Salazar de Antioquia y Nariño. I Asamblea Scout Nacional. J.S.N. Coronel (R) Jorge Moreno Soler, Pedro Vásquez C.N.A. Daniel Isaza Isaza, comis. internacional43 Primera Edición Filatélica Nacional para celebrar los 30 años de la Asociación Scouts de Colombia.
1962: Campamento Regional de Cundinamarca. Campamento de la Amistad en Cali, fundación de los Scouts Marinos en Cartagena. Un ex‐capitán de la Armada es nombrado Comisionado Scout para la Costa. Vice‐almirante Augusto Porto Herrera, Jefe Scout Nacional, Sr. Abel Cuenca, Presidente Scout Nacional. II Asamblea Scout Nacional.
1963: Hugo Ayala Torres C.N.A;/ Bodas de Plata de la Tropa I del Colegio San Juan Berchmans de Cali, El Akela Raúl H.Ortíz Hernández.y los subjefes Carlos Vicente De Roux Rengifo y Luis Fernando Calero Orozcoencabezaron el Desfile Conmemorativo por las calles de la ciudad, al compás de la Banda de Guerra del Colegio;/ VI Campamento Scout Nacional (Bello)./ III Asamblea Scout Nacional.
1964: Antonio Velásquez C.N.A. Rafael García Rubiano. Comisionado Regional Rover de Cundinamarca.
1965: IV ASAMBLEA SCOUT NACIONAL Bogotá 10‐11 de julio. P. Sergio Mejía, S.J., Secretario del Consejo Nacional. Gustavo Cadavid44 es hecho R‐S y más tarde sub‐comisionado regional Rover de Antioquia, Michel Hermelin C.N.R.
1966: Hernando Correa P.S.N. (Brigadier General). Reiniciación del Clan Rover de la Tropa 15 Bartolina. Nace el Grupo Jesuíta llamado AZIMUT con boletín propio. Nace la rama de pioneros 15 y 17 años. El J.S.N. visita a los Scout en San Andrés Isla. Rafael García Rubiano C.N.R. P. Efraín Rozo, Capellán Nacional.

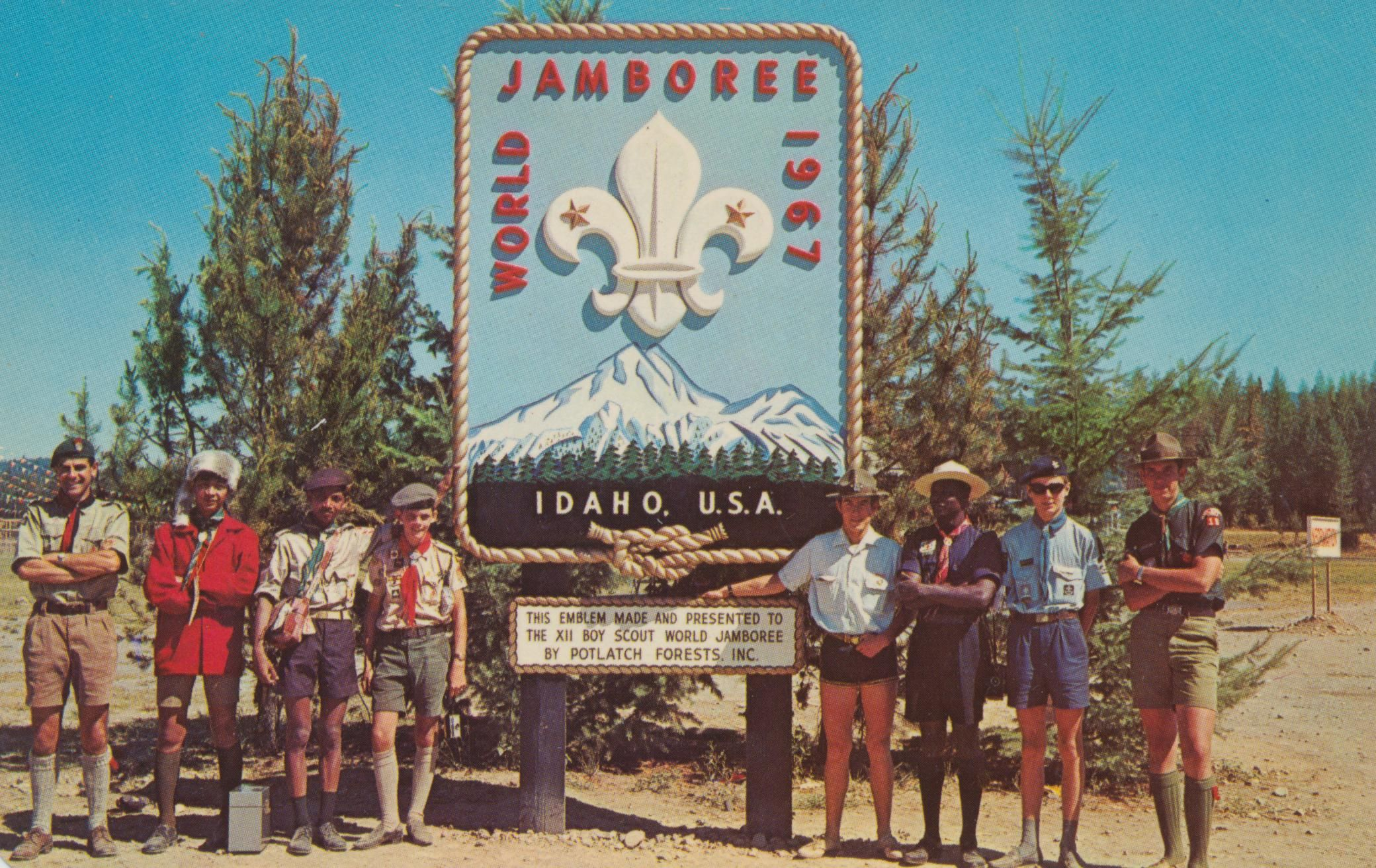
XII Boy Scout World Jamboree

1967: Luis Etilio Leyva J.S.N. Álvaro Díaz, Comisionado Regional de Adiestramiento del Valle, P. Gustavo Acosta, Capellán del Valle. Asamblea Nacional en el Valle crea la Sub‐jefatura Scout Nacional y nombra a Libardo Serrano, Primer S.J.S.N. Fundación del Grupo 23 en Medellín.
Con la promoción y dirección de Alfonzo Cisneros, Benito Navas, Gonzalo Cordova y Jaime Isaza, Colombia fue la delegación más grande de Latinoamericana con 70 Scouts de distintas ciudades colombianas en el 12.º Jamboree Scout Mundial con su lema "Por la Amistad", celebrado en Farragut State Park, Idaho, EE. UU. al que asistieron más de 12.000 participantes de más de 105 países.
1968: Rafael García Rubiano, C.N.A. de Colombia, General Luis Etilio Leyva, Jefe Scout Nacional. Se consiguió la Casa Scout Nacional por medio del Doctor Emilio Urrea. Por Resolución Administrativa No.2 de 1968 se crea la región de Nariño: así mismo el 2 de junio se crea la región del Tolima (C.S.N.). El Padre Ignacio Magnussen (55 años de Scout) fundal el Grupo 70 de Mosquera (Cundinamarca). Nace la revista scout "FOGATA" creada por el Concejo Regional de Cundinamarca, gestionada por Mauricio Rodríguez Amador y Hernando Torres Neira.
1969: El 22 de junio se inaugura la actual Casa Scout Nacional en Bogotá, con Sede en la Plazoleta de Germania. Padre Alberto Reyes, Capellán Nacional. Alfonso Roa Hoyos J.S.N., Jaime Escobar C.N.R. Revista “Hoguera No.46”. Scouts inscritos en la Oficina Scout Nacional: 8.953. Fundación del Grupo # 8 Windsor de Armenia (Quindío) que duraría unos 5 años.
1970: Primer Jamboree Nacional Scout en Bogotá. Parque De la Florida. VIII Asamblea Scout Nacional en Cúcuta. Octavio Arismendi Posada P.S.N. Juan Ignacio Arango y Edgardo Carvajalino, S.J., C.N. pioneros. Comisión Nacional de Escultismo de Extensión. VII Campamento Scout Nacional en Cundinamarca. Cursos simultáneos en Manada, Troá y Clan en Santandercito (Cundinamarca). Cursos de Información para Padres de Familia en el Valle. Tres Avanzadas de Pioneros funcionan en el Valle (Grupos 1 y 2 de Cali) y Grupo 2 de Tuluá.45. Fundación del Grupo 20 Calatrava de Bogotá.
1971: Álvaro Fernández C.N. Pioneros. Primer Encuentro Nacional de Comisionados Regionales de Pioneros 8‐12 de diciembre en la Casa Scout Nacional. (Ant. Atl. Cundinamarca, Risaralda, Santander, Valle). IX Asamblea Scout Nacional.Se inaugura el Campo Escuela Nacional de Sochagota (Boyacá) el 3 y 4 de julio, donado por la Gobernación de Boyacá.San Andrés y Providencia: localidad Scout: P. Martín Robinson Tylor (Jefe), P.Alfonso Plata (Consejo), Sr. Héctor Cruz (Comis. Scout). Campamentos en Providencia (70 muchachos) enn junio y en San Andrés (40 muchachos) en mayo.
1972: Norberto Rua Rua CNL.
............X Asamblea Scout Nacional.
1973: XI Asamblea Scout Nacional.
...........Alfonso Roa Hoyos J.S.A.
...........8‐10 de junio, Seminario Nacional de Pioneros.
1974: XII Asamblea Scout Nacional.IV Seminario Nacional de Lobatos, Pereira.III Jamboree Panamericano, Parque La Florida, Enero 4‐11 en Bogotá. Gonzalo Córdoba Jefe de Campo,
1975: Se inician los Scouts de Casanare: Por iniciativa del Profesor Rigoberto Barón, quien había sido Guía en Ibagué. 46 Se implanta sistema de carnets no revalidable a nivel Nacional (Consejo Scout Nal.)XIII Asamblea Scout Nacional en Ibagué. Total de inscritos en la Asociación = 9.947 Scouts, correspondientes a 205 grupos con sus dirigentes. Ricardo Isaza Gómez, Presidente C.H.N.Reunión de Jefes Regionales en Bogotá 30‐31 de agosto para discutir el P.O.R., planes de Adelanto, etc. Inauguración del Grupo No.13 los Pijaos de la E.T.B. de Bogotá.
1976: Encuentro Nacional de Jefes de Manada.XIV Asamblea Scout Nacional en Armenia ‐ Dic. 3‐5.
1977: Alfonso Roa Hoyos J.S.N. XV Asamblea Scout Nacional. Se funda el Grupo YARI 25 en el mes de abril por iniciativa del Sc Rafael Stand. Se lleva a cabo la excursión de la Tropa a Cogua, Nov.6 de l977.Nacen los Grupos : 6 y 7 de Picapiedra, l2 de Sumapaz, 27 de Zipaquirá y 78 Caballeros de San Jorge de la localidad El Dorado. HISTORIA DEL ESCULTISMO EN COLOMBIA – GRUPO SCOUT 50 QUIMBAYA 17 Harold May Valencia, Presidente Scout Nacional.
1978: XVI Asamblea Scout Nacional.I Jamboree Loyola, Finca Paimadó, Tablazo(Rionegro)(grupos Scouts Jesuítas).Comisión Nacional Scout, reglamenta uniforme de los Scout Rafael García Rubiano es el Primer Colombiano que es Miembro del Equipo Interamericano de Adiestramiento.
1979: XVII Asamblea Scout Nacional.I Seminario Scout L.A. de Conservación de la Naturaleza CIAT ‐ CALI ‐ Fe. 12‐21 de 1979
1980: XVIII Asamblea Scout Nacional.Nueva edición del P.O.R. (Principios, Organización y Reglamentos) Alfonso Roa Hoyos P.S.N.
1981: Edmundo Mastrángelo J.S.N., Zoilo Cuéllar Montoya, P.S.N. XIX Asamblea Scout Nacional en Bogotá, con participación de 100 delegados. Eduardo Restrepo J.S.N. ENARAS, 22 al 27 de junio en Cali para celebrar los 50 años de la Asociación. Inauguración de la estación de Radio‐Afición en la Oficina Scout Nacional, el 23 de abril.
1982: XX Asamblea Scout Nacional en Bogotá, 13 y 14 noviembre .Eduardo Restrepo, Jefe Scout Nacional; Gabriel Cuervo, Presidente; Javier Villa Peláez, Comisionado Nacional del Programa. Seminario Nacional de Consejos 5 y 6 de junio en Bogotá (Ponencias de la O.R.I.). “Brownsea Camp” 75 de Escultismo. Colombia participa enviando a 3 Scouts del Grupo 16 de Bogotá. Otilia de Mastrángelo, Administradora del Almacén Scout Nacional. Inscritos hasta diciembre 20 = 9.806 Scouts.
1983: XXI Asamblea Scout Nacional en Bogotá 11‐14 de noviembre se formaliza el sistema scout coeducativo; hombres y mujeres integrarían la Manada, Tropa y Clan Rover Scóut; el primer grupo en implementar esta nueva conformación fue el grupo scout 100 Comfenalco de Bogotá, en cabeza del Jefe de la Tropa Ringkop, una de las más grandes del país, Scouter Nelson Ricardo Vergara C. quien también fue el primer Jefe de tropa menor de edad autorizado en curso de Jefes de Tropa y gran defensor del modelo coeducativo en la formación Scout. . Colombia participa en el XV Jamboree Mundial en Alberta (Canadá) julio 4‐16 con unos 30 participantes entre ellos el P. Antonio Ángel, S.J. Apolinar Isaza Gómez, Presidente C.H.N.Campo‐Escuela en la Ciudadela Vacacional “Las Palmeras” de Villeta (Cundinamarca).
1984: Primer Encuentro Nacional de Capellanes, octubre 25‐26, Bogotá. Hernando Guevara P.S.N.; modificación del P.O.R. XXI Campamento Scout Nacional ‐ Asamblea Scout Nacional en Cali, 17‐19 de marzo. Coeducación. Presidente Gabriel Cuervo, J.S.N. Eduardo Restrepo. Presidente C.H.N. Juan Francisco Contreras. Muere Daniel Isaza Isaza a los 72 años, el 23 de febrero.
1985: Hernando Guevara P.S.N.Eduardo Restrepo J.S.N. Nikitas Mitrosbaras S.J.S.N. Fundación del Grupo 73 Nabusimake de Bogotá por Jorge H. Uribe, S.J.XXII Asamblea Scout Nacional en el INES (Instituto Nacional de Estudios Superiores) Bogotá, 24 y 25 de marzo.T.T.T. Internacional en Bogotá, 25 al 31 de diciembre. Campamento Scout Nacional en Pereira, 650 participantes (julio).Antioquia comienza a trabajar el Programa para Cachorros: Fundación en Medellín delGrupo 45 Instituto Jorge Robledo.
1986: Primer Campamento Nacional Coeducativo con 567 participantes en Comfama Norte (Enero) Medellín. XXIII Asamblea Scout Nacional en Ibagué con (30 delegados, 23 y 24 de marzo). III Camporee Nacional Marista, Ibagué Octubre 11 al 13. Octavio Yépez Gartner J.S.N. Programa Vigías de la Patria, de la Salud, Social, de Servicio, Nueva Edición del P.O.R. y Estatutos (aprobados en el 84). Rally Nacional de Lobatos, Corferias Bogotá, Marzo 15. Rally Nacional de Lobatos en Buesaco (Nariño).Muere el Scout Carlos Silva del Grupo 79 de Rionegro (Antioquia), ahogado en el Río Biszcocho (San Rafael) R.I.P. Tropa IV San Ignacio Med. 50 anos.
1987: XXIV Asamblea Scout Nacional. Luis Fernando Ramos García, Scout del Grupo 14 de Ibagué es el único delegado por Colombia al Jamboree Mundial de Australia 87‐88. Curso Nacional de Comisionados, en el Campo Escuela “El Temprano” (Medellín‐Guarne) y Pascua Scout en el mismo sitio. Cambio de uniforme para los dirigentes, en vez del caqui tradicional se tendrá el gris y azul.
1988: Indaba Interamericano y Jamboree Colombia 88 (Bogotá‐Enero). La Asociación Scouts de Colombia participa en la Conferencia Interamericana en Buenos Aires Argentina Delegados: Oscar Robledo (J.D.) Javier Pérez, José Fernelly Domínguez, Jorge H. Uribe, S.J. 18‐23 septiembre. HISTORIA DEL ESCULTISMO EN COLOMBIA – GRUPO SCOUT 50 QUIMBAYA 19 XXV Asamblea Scout Nacional en Bogotá. Modificación de los Estatutos y del P.O.R., ayuda de UNICEF.
1989: XXVI Asamblea Scout Nacional en Medellín. Plan Integral de adelanto: Manada, Tropas y Clan. T.T.T. Internacional, Manizales Marzo 22 ‐ 26. IV Jamboree Marista (Nivel Nacional) del 4‐8 de enero en Jamundí. Javier Villa Peláez, Jefe Scout Nacional. P. Camilo Quijano S.J. Pres. C.H.N.
1990: Jefe Scout Nacional el Scouter José Javier Villa Pelaéz, el cual impulsa con el apoyo del Consejo Scout Nacional el JAM'AM (Jamboree Panamericano) en San Rafael (La Calera). Enero 4‐9. Jefe de Campo el Scouter Javier Gonzalo Pérez Múnera y al cual asisten unos 12 mil Scouts. XXVII Asamblea Scout Nacional en Villavicencio (17‐19 de marzo) Oscar Robledo, Jefe Scout Nacional.
1991: XXVIII Asamblea Scout Nacional en Bucaramanga. 22‐25 de marzo (U.I.S.) V Rover ‐ Moot Nacional en Cali, asisten 678 Rovers ( Comfenalco ).Javier Pérez J.S.N., Gustavo Cadavid, Pres. C.H.N. Inauguración de la Primera Sede propia de la región del Valle. Febrero 9. PRIMER CANASJE, Pasto (Grupos Scouts Jesuítas).Agosto 17‐19 Foro Nacional de Muchachos en el Campo‐Escuela “El Temprano” (Medellín).A finales del año 25.532 Scouts inscritos en el País. El Scouter Mauricio Bobadilla Isaza, del Grupo 52 Santa Francisca Romana (Las Pachas) dirige la delegación Colombiana que iría al 17 Jamboree Mundial realizado en Seúl (Corea del Sur) entre el 8 y el 16 de agosto. Scouts participantes: Eliécer Cohen, Paula Andrea Blanco, Young Choi y Carlos E. Cruz. 
1992: XXIX Asamblea Scout Nacional en Barranquilla. Álvaro Ponce De León, Presidente Scout Nacional. Se reinician los Scouts del Casanare por iniciativa del Sr. Julio (“Julian”) Pérez Naranjo y visita del P. Jorge H. Uribe, S.J. (Del Valle). 50 II CANASJE, Scouts de los Colegios Jesuítas, Jamundí. Valle. Participan 500 scouts venidos de todo el país. Seminario Nacional de dirigentes sobre Planeación Estratégica “Año 2002” con partícipación financiera de la Oficina Scout Interamericana $18.000 dólares, en el Hotel Continental. Nombramiento del Subjefe Nacional Juan Rincón por el J.S.N., en octubre muere el Dr. Jorge Cook Quevedo uno de los “fundadores” del Escultismo Colombiano.
1993: Es asesinado el presidente de los Scouts del Valle, Scouter Luis Carlos Panqueva. XXX Asamblea Scout Nacional en Pereira 20‐22 de marzo. Jorge Mario Centellas J.S.N. IV Campamento Salesiano Scout Nacional en Tuluá. 19‐21 Muere el 30 de abril el Hno. Isaac del Grupo l6 del Colegio San Luis Gonzaga de Cali, estuvo como scout durante 54 años.! Jairo León Sepúlveda es designado como Comisionado Nacional de Capacitación y Eduardo Restrepo Presidente Scout Nacional.
1994: Asamblea Scout Nacional en Palmira, Valle, Hotel Las Orquídeas, Marzo l9‐21. Al Scouter Jorge Humberto Muñoz, la Asamblea le concede La Ardilla de Plata, máxima condecoración nacional. Jamboree ECO 94. En el Parque de la Salud en Pance (cerca a Cali); el Jefe de campo fue el Scouter Jorge Enrique Riveros Ortiz y al cual asisten unos 10500 scouts. Exposcout, videos sobre conservación de la naturaleza, escalada artificial, expofilatelia, dirigida por Jorge H. Uribe S.J. con más de 2000 estampillas scouts diferentes, 8 expositores. Pasaporte al mundo, como cada subcampo representaba un continente, había que recorrer todo el parque para poder obtener la insignia, " amigo del mundo " y muchos lo lograron. Estuvo
presente el gobernador del Valle Carlos Holguín Sardi y animó a muchos a seguir la senda del escultismo. Julio l5 inauguración de la nueve sede de la Asociación en Bogotá, edificio de tres pisos.
2006, En una excursión de Tropa, se presenta la mayor tragedia del Escultismo colombiano. Fallece el entonces Jefe de la Tropa IV Turzagas, Edgar Ricardo Mancera Tabares y 10 de sus Scouts, en el paraje La Gruta, durante una excursión con destino al Nevado del Ruiz.
2011: Nueva Sede Nacional en el Barrio Nicolás de Federmán de Bogotá.
2012: Se posesiona por primera vez en la historia de la Asociación un miembro juvenil en el Consejo Scout Nacional, Rover Scout Miguel Ángel Cortés Vega.
2013: Es nombrado Presidente de la Asociación el Scouter José Guillermo Arcila Soto, quien con el Consejo Scout Nacional afrontan la situación económica, viéndose obligados y autorizados por la Asamblea Scout Nacional, a vender la sede ubicada en Nicolás de Federman. Con un trabajo de investigación por zona y valor metro cuadrado, se consigue en arriendo la Nueva Sede Nacional en el Barrio San Luis de Bogotá.
2014::La presidencia la asume el anterior vicepresidente, el Scouter Jorge Enrique Riveros Ortiz, quien logra impulsar definitivamente la Política de Gestión de Calidad, el Manual para el área administrativa y financiera (todo lo relacionado con la operatividad y al control interno es estos aspectos), el Manual de Funciones de la Asociación Scouts de Colombia (enfocado en los cargos administrativos y financieros de la Oficina), el Manual de Protocolos y Procedimientos (Manual para poder llevar a cabo los controles internos en las diferentes actividades que se llevan a cabo en la Asociación); Pone en conocimiento de la Fiscalía dos (2) casos para su estudio e investigación por abuso de confianza en mayor cuantía.
2017:Se publica la Política Nacional de Adultos en el Movimiento estando como Jefe Scout Nacional Samuel Castillo Berrío y Directora Nacional de Adultos en el Movimiento Liliana Restrepo Ríos.
2022:Se realiza el primer proceso de selección objetiva y concurso de méritos para nombrar los directores de las tres áreas estratégicas quedando Reynaldo José Burgos como Director Nacional de Programa de jóvenes, Natalia Andrea Santofimio Luján como Directora Nacional de Adultos en el Movimiento y Francisco Andrés Diáz García como director de Desarrollo institucional. 
2023:Asume como presidente del Consejo Scout Nacional Leonel Raúl Poveda Hernández

## Programas Sociales
...1977-1980 Creación del primer grupo scout en especialidad Aérea ,en la base aérea Marco Fidel Suárez de cali.Grupo scout Cóndores 23.Hoy día en el mundo florecen los feutos con varios Pilotos y 2 fábricas de Aviones y tipo ultra liviano.
1994 a 2000.Cámara Colombiana del Libro. Stand Juvenil en la Feria del Libro de estos años.
1995. Instituto Distrital de Recreación y Deporte ¨IDRD¨. programa de campamentos denominados ¨Sea Scout IDRD por 24 horas y más¨. Agosto de 1995 a febrero de 1996, programa desarrollado en el Parque Metropolitano ¨La Florida¨.
1996. Instituto Distrital de Recreación y Deporte ¨IDRD¨. Segunda aplicación del Programa de Campamentos denominados ¨Sea Scout IDRD por 24 horas y más¨. Julio a diciembre de 1996, programa desarrollado en el Parque Metropolitano ¨Simón Bolívar¨.
2003. Organización Internacional para las Migraciones ¨OIM¨. Proyecto ¨Juntos Construyendo Futuro¨. Vinculación educativa de niños y jóvenes de 11 a 18 años que se encuentran fuera del Sistema Escolar. Proyecto desarrollado en la ciudad de Quibdó Chocó.
2004. Embajada del Japón, Organización Internacional para las Migraciones ¨OIM¨ Secretaría de Educación del Chocó y Departamento Administrativo de la Presidencia de la República – Consejería de Programas Especiales. Proyecto ¨Para la Construcción de una Escuela en Quibdó (Escuela El Reposo II) ¨. Proyecto desarrollado en la ciudad de Quibdó, Chocó.
2004. Instituto Distrital de Recreación y Deporte ¨IDRD¨. Desarrollo de Actividades de carácter Voluntario en Beneficio de la Comunidad¨. Proyecto desarrollado en la ciudad de Bogotá, D.C.
2005 y 2006. Cervecería Bavaria S.A. Proyecto ¨Vacaciones Creativas¨. Proyecto aplicado en el mes de julio de cada año. 2005. Cervecería Leona S.A. Proyecto ¨Vacaciones Creativas¨. Proyecto aplicado en el mes de julio.
2005. Universidad Nacional de Colombia – Vicerrectoría de Bienestar Universitario. ¨Proyecto Vacaciones Creativas¨. Proyecto aplicado en el mes de diciembre.

## Aporte a Colombia
La Asociación Scouts de Colombia ha desarrollado innumerables programas de desarrollo social desde su fundación, participando como apoyo en el programa del Gobierno Nacional Vigías de la Salud, La Ciudad de la Alegría, PAFI (Plan de Acción a Favor de la Infancia).
Ha atendido emergencias como el terremoto de Popayán, deslizamiento en el Guaira (Venezuela), entre otros. Igualmente ha colaborado en la organización de auxilios con La Cruz Roja Colombiana, para damnificados en las diferentes catástrofes naturales que se han vivido en nuestro país.
Conmemoración de la Semana Mayor y Semana Menor: Anualmente apoyado logísticamente a distintas ciudades del Territorio Nacional.
Celebración del día de Independencia de Colombia: Todos los años apoyando logísticamente los desfiles conmemorativos en las diferentes ciudades del país.
Hogares Claret: Institución dedicada ofrecer a las personas, entidades y a la comunidad una respuesta integral al problema de la farmacodependencia, el alcoholismo y problemas de conducta. Después de la búsqueda de diferentes métodos educativos, Hogares Claret encontró en el Movimiento Scout la fórmula ideal para el manejo de este tipo de conductas a través de su Método. Es por esto que hoy existen 3.500 de esta Institución participando activamente en el Programa que ofrece la Asociación.
Amici Dei Bambini: en asociación con esta fundación se desarrolló un programa de acompañamiento a 350 niños declarados en situación de adoptabilidad. Para tal efecto se prepararon en el tema social, a través de un Diplomado, 120 muchachos de nuestra Asociación.
Actividades Distritales y Nacionales: apoyo logístico en Partido por la vida (Liga Colombiana contra el cáncer), Media Maratón de Bogotá, Carrera de la Mujer de Bogotá, Carrera Terry Fox, Caminata de La Solidaridad, Ascenso Torre Colpatria, Teletón, Olimpiadas Especiales FIDES, Día Mundial del Voluntario, Servicio a los damnificados por el derrumbe del barrio la Gabriela en Bello Antioquia, entre otras.
Colombia Joven. País en Movimiento: 2007 y 2004. Programa desarrollado para la Presidencia de la República. Análisis de oferta institucional en ejecución para la adolescencia y la juventud – población de 12 a26 años – en Colombia.
Juntos Podemos Actuar por una Colombia Sin Minas: 2002 – 2003 – 2004. Proyecto realizado en 14 departamentos del país en alianza estratégica con UNICEF y el Gobierno del Canadá para la sensibilización de la niñez, la juventud y la población civil sobre el problema de las minas antipersonales sembradas en Colombia.
Bojaya: 2001. Reconstrucción del tejido social de la comunidad de Bojaya (Departamento de Chocó) en recuperación del ataque guerrillero.
FOREC: 1999 – 2000 – 2001. Programas con el Fondo para la Reconstrucción del Eje Cafetero (FOREC). Proyecto realizado para el fortalecimiento social de las comunidades afectadas por el mismo del 25 de enero de 1999 y promover su recuperación.
Terremoto del Eje Cafetero: armenia, enero a marzo de 1999.Trabajo en las Unidades de Vivienda Temporal.
COTIN: 1998 – 1999 – 2000. ¨Colombia Tierra Nuestra¨. Programa enfocado en la paz y la democracia para nuestra nación. Este proyecto fue ejecutado en tres fases con la participación de 27 Departamento de Colombia, teniendo como beneficiaros a 100.000 niños y niños de escasos recursos económicos. Se llevó a cabo con el Instituto Colombiano de Bienestar Familiar (ICBF) y con la participación del Ministerio de Cultura, el Ministerio del Medio Ambiente, el Ministerio de Agricultura, el Vice ministerio de la Juventud y las entidades departamentales.
P.A.I.S.: 1999 – 2000. ¨Puntos de Atención Inmediata Scout¨. Programa de atención inmediata para toda clase de víctimas en situación de emergencia que debe ser atendida por la Red de Solidaridad Social, especialmente la población desplazada por la violencia.
Incendio de los Cerros Orientales de Bogotá: 1993. 150 Scouts colaboraron con el Cuerpo de Bomberos de Bogotá en el control y extinción del incendio que amenazó a Bogotá.
Visita Papal de S.S. Juan Pablo II: Bogotá, D.E., julio de 1986. Coordinador de la Acción.
Avalancha de Armero: 1985. Un contingente de 300 Scouts se encargó por disposición del Presidente de la Cámara de Comercio de Bogotá, del manejo y administración de las bodegas de acopio y distribución de las donaciones recibidas en Corferias.
Incendio del Edificio de Avianca: 1973. 500 jóvenes Scouts colaboraron con las labores de evacuación y acordonamiento de la zona del siniestro.
Congreso Eucarístico: 1968. Manejo de los peregrinos asistentes al mismo, con un contingente Scout de 2500 jóvenes. Pero nuestro mejor Servicio es que estamos formando a la niñez y la juventud colombiana para ¨Construir un Mundo Mejor¨.

## Algunos Reconocimientos Recibidos
- 2022- reconocimiento "misión cumplida" Andrés Eduardo Cruz Gómez. Otorgada por el concejo de Bogotá, D. C.
- 2007 – Reconocimiento ¨Vida Voluntaria Plena¨ en la Categoría ¨Organización Voluntaria ¨. Otorgado por la Asociación Internacional de Esfuerzos Voluntarios.
- 2003 – Condecoración ¨José Acevedo y Gómez¨ en el Grado ¨Gran Cruz¨. Otorgada por el Concejo de Bogotá, D.C.
- 1999- Condecoración ¨Orden del Congreso de Colombia¨ en el Grado ¨comendador¨. Otorgada por el periódico El Colombiano.
- 1999- Premio ¨El Colombiano Ejemplar ¨ en la calidad de ¨Solidaridad como institución¨. Otorgada por el periódico El Colombiano.

## Publicaciones
- ¨Esquema Universal de Capacitación¨ Asociación Scouts de Colombia. 1986
- ¨Plan Integral de Adelanto¨ Asociación Scouts de Colombia. 1989
- ¨Política Nacional para la Formación de Adultos¨ Asociación Scouts de Colombia. 1996
- ¨Plan de Acción Nacional¨ Asociación Scouts de Colombia, para las vigencias 1980 – 1985, 1987 – 1988, 1989 – 1990, 1990 – 1991, 2002 – 2004, 2004 – 2008, y 2008 – 2010.
- ¨Política Nacional Adultos en el Movimiento¨ Asociación Scouts de Colombia. 2014
- ¨Política Nacional de Programa de Jóvenes¨ Asociación Scouts de Colombia. 2004
- ¨Reglamento de Uniforme, Insignias y Distintivos Parte I- de la Asociación Scouts de Colombia. 2014
- Manual de Funciones de la Asociación Scouts de Colombia. 2014
- Manual para el Área Administrativa y Financiera. 2014
- Política de Gestión de Calidad. 2014
- Política del Almacén Nacional Scout. 2013
- Manual de Protocolos y Procedimientos. 2015
- Política Nacional de Participación Juvenil. 2015 (Asociación Nacional pionera en implementar este tipo de políticas).
- Política Nacional de Adultos en el Movimiento 2017

## Regiones
- Antioquia
- Atlántico
- Bogotá
- Bolívar
- Boyacá
- Caldas
- Cauca
- Cundinamarca
- Hogares Claret
- Huila
- Magdalena
- Meta
- Nariño
- Norte de Santander
- Risaralda
- Santander
- Tolima
- Quindío
- Valle del Cauca